# Bund Katholischer Unternehmer
Der Bund Katholischer Unternehmer (BKU) ist ein Verband, dem etwa 1.100 Inhaber-Unternehmer, Selbstständige und leitende Angestellte angehören. Der BKU wirkt als Schnittstelle zwischen Wirtschaft, Kirche und Politik. Der BKU wird in der Rechtsform des eingetragenen Vereins e. V. geführt und ist als gemeinnützig anerkannt. Der Verein hat seinen Sitz in Köln.

## Geschichte
Der BKU wurde am 29. März 1949 im Adam-Stegerwald-Haus in Königswinter gegründet. Ziel war es beim Wiederaufbau der deutschen Wirtschaft und der Errichtung einer menschenwürdigen Gesellschaftsordnung im Nachkriegsdeutschland einen Beitrag aus christlicher Verantwortung zu leisten. Mit dem BKU sollten die gesellschaftspolitischen und sozialethischen Anliegen der Unternehmerschaft ins öffentliche Bewusstsein gelangen. Der BKU bekannte sich von Beginn an zum Leistungswettbewerb der Marktwirtschaft und der damit verbundenen Notwendigkeit eines freien, aber sozial verantwortlichen Unternehmertums.
Einer der wesentlichen Initiatoren der Gründung des Verbandes war der damalige Kölner Erzbischof Joseph Kardinal Frings.
Der Gründungsvorsitzende des BKU war Franz Greiss, damals der Präsident der Industrie- und Handelskammer zu Köln. Dem ersten Vorstand gehörten ferner an: Peter H. Werhahn, Werner Habig, Theophil Herder-Dorneich, Werner Linnemann, August Küster, Wilhelm Naegel und Peter Zettelmeyer.
Erster Geschäftsführer des BKU war der Wirtschaftswissenschaftler Wilfrid Schreiber. Sein Schreiber-Plan gilt als die Grundlage des deutschen Rentensystems.
Erster Geistlicher Berater war der Theologe und Geistliche Joseph Höffner, der spätere Kardinal und Erzbischof von Köln. Am 22. Juni 1949 wurde der BKU unter der Nummer 1915 beim Amtsgericht Köln als Verein ins Vereinsregister eingetragen.
Mit dem Grundsatz- und Aktionsprogramm 1971 wurde ein Bekenntnis zu einer freiheitlichen Wirtschaftsordnung, selbstverantwortlichem Unternehmertum und zu den Mitarbeitern als „selbstverantwortliche Persönlichkeiten“ abgegeben.
Mitglieder des BKU gehörten im Jahre 1992 in Bonn zu den Gründern des Kardinal-Höffner-Kreises.
Nachdem die Mitgliedschaft im BKU zunächst nur katholischen Unternehmerinnen und Unternehmern vorbehalten war, hat sich der Verband in der Zwischenzeit für Christen anderer Konfessionen geöffnet. Seitdem können auch evangelische Christen oder Angehörige einer christlich-orthodoxen Kirche, die die gesellschaftspolitischen Vorstellungen des BKU mittragen, Mitglied werden.
Im Zeitalter der Globalisierung und Digitalen Transformation arbeitet der BKU an der Weiterentwicklung der Christlichen Gesellschaftslehre und der Sozialen Marktwirtschaft mit. Das Jubiläumsjahr 2019, aus Anlass des 70-jährigen Bestehens steht daher unter dem Motto: „Soziale Marktwirtschaft im 21. Jahrhundert – international, digital und ethisch“.
Der BKU nimmt zu aktuellen Fragen aus Kirche, Politik und Gesellschaft Stellung, so beispielsweise im Rahmen der Finanzskandale in der Katholischen Kirche 2018.

## Organisation
Der BKU ist ein bundesweit agierender katholischer Unternehmerverband, der sich auf der regionalen Ebene, angelehnt an die Struktur der Diözesen der römisch-katholischen Kirche in Deutschland, in 34 so genannten Diözesangruppen engagiert.
Die Christliche Gesellschaftslehre ist das Fundament des Verbandes, die Soziale Marktwirtschaft und der demokratische Rechtsstaat gehören zu seinem ordnungspolitischen Leitbild. Als katholischer Unternehmerverband bekennt sich der BKU zu seiner Verantwortung vor Gott und den Menschen. Auf den genannten Grundlagen reflektiert der BKU die Gestaltungszusammenhänge von Wirtschaft und Gesellschaft und richtet an ihnen sein Handeln aus.
Der BKU ist dabei ein gemeinnütziger Verein mit ideeller Zielsetzung. Er ist kein Arbeitgeberverband und vertritt keine kommerziellen Interessen. Im Jahr 1985 wurde die BKU-Tochter Ordo Socialis – Wissenschaftliche Vereinigung zur Förderung der Christlichen Gesellschaftslehre e. V. gegründet, mit dem Ziel bedeutende Schriften zur Christlichen Soziallehre weltweit zu publizieren. Der BKU ist Mitinitiator der Jenaer Allianz zur Erneuerung der Sozialen Marktwirtschaft und der AFOS-Stiftung, die unternehmerische Entwicklungszusammenarbeit für Kleinunternehmer und den entstehenden Mittelstand in Entwicklungs- und Schwellenländern unterstützt. Zudem werden vielfältige Engagements in der Mikrofinanzplattform Deutschland verfolgt.
Der BKU hat sich zur Aufgabe gestellt:
- einerseits innerhalb der Wirtschaft als Christen auf der Grundlage der Katholischen Soziallehre zu wirken, sei es in ihrem Unternehmen oder in den Organisationen der Wirtschaft und der Politik (BDA, BDI, IW, IHK, Parlamente),
- andererseits innerhalb der katholischen Kirche auf unterschiedlichen Ebenen das Sachwissen und die Erfahrung der Unternehmer einzubringen (Zentralkomitee der deutschen Katholiken, katholische Verbände, Diözesanräte).

Der Verein ist Mitglied in der Internationalen Vereinigung christlicher Unternehmer (UNIAPAC) sowie assoziiertes Mitglied der Bundesvereinigung der Deutschen Arbeitgeberverbände (BDA). Er ist zudem Mitglied der Arbeitsgemeinschaft der katholischen Organisationen Deutschlands (AGKOD) und so im Zentralkomitee der deutschen Katholiken (ZdK) vertreten.

## Vorsitzende
- Franz Greiß (1949–1965)
- Albert Falke (1965–1969)
- Eberhard Kloepfer (1969–1971)
- Franz Greiß (1971–1973)
- Rolf H. Kasteleiner (1973–1978)
- Rüdiger Gattineau (1978–1979)
- Cornelius-Georg Fetsch (1979–1993)
- Mechthild Löhr (1993–1996)
- Werner Then (1996–2001)
- Marie-Luise Dött (2001–2017)
- Ulrich Hemel (2017–2023)
- Martin Nebeling (seit September 2023), Partner der Wirtschaftskanzlei Bird & Bird

## Arbeitskreise
Die vom Bundesvorstand des BKU eingerichteten Arbeitskreise arbeiten an zentralen Inhalten des Verbandes und nehmen aktuelle Zeitfragen in den Blick. Sie diskutieren innovative Konzepte zu aktuellen Themen der Wirtschafts- und Sozialpolitik.
- Arbeitskreis Ethische Führung
- Arbeitskreis Wirtschaft neu denken
- Arbeitskreis Christliche Spiritualität
- Arbeitskreis Soziale Ordnung
- Arbeitskreis Kommunikation
- Arbeitskreis Responsible Finance
- Arbeitskreis International

Daneben gibt es die Gruppen „Junger BKU“ und „Frauen im BKU“.

## Bekannte Mitglieder
- Patrick Adenauer, Vorstand Bauwens AG, ehem. Präsident der Arbeitsgemeinschaft Selbständiger Unternehmer (ASU)
- Dieter Balkhausen, Journalist
- Johannes Graf von und zu Bodman, Unternehmer
- Wilhelm Bonse-Geuking, ehem. BP Europa-Chef
- Albrecht Graf von Brandenstein-Zeppelin, Jurist und Unternehmer
- Ulrich Brocker, ehem. Hauptgeschäftsführer des Arbeitgeberverbandes Gesamtmetall
- Gerhard Cromme, Aufsichtsratsvorsitzender Siemens AG u. a.
- Conrado Dornier, Unternehmer (Dornier Seastar)
- Marie-Luise Dött, Mitglied des Deutschen Bundestages (CDU)
- Ernst Hagenmeyer, ehem. Vorstandsmitglied der Energie-Versorgung Schwaben (EVS)
- Hermann Herder, Verleger (Herdersche Verlagsbuchhandlung Freiburg)
- Joachim Herrmann, Staatsminister im Bayerischen Staatsministerium des Inneren, für Bau und Verkehr
- Claus Hipp, Geschäftsführer der HiPP GmbH & Co. Vertrieb KG
- Hans-Gerd Jauch, Wirtschaftsjurist, Krisenmanager und Insolvenzverwalter (ehem. Geschäftsführer Babcock Borsig Service, BBP Energy, BBP Environment, Agfaphoto)
- Jörg Knoblauch, Unternehmer (Tempus-Zeitsysteme)
- Hans Lindner, Unternehmer Lindner AG, Arnstorf
- Helmut Linssen, ehem. Finanzminister NRW
- Alois Konstantin Fürst zu Löwenstein, Unternehmer
- Reinhard Marx, Erzbischof von München und Freising
- Manfred Maus, Unternehmer (Obi-Baumärkte)
- Thomas Rusche, Unternehmer (SØR Rusche) und Wirtschaftsethiker
- Franz Schoser, Vorstandsvorsitzender des Senior Expert Service (SES)
- Wilfrid Schreiber, 1. Geschäftsführer des BKU, 'Vater' der Umlagerente
- Heinrich Meinhard Stindt, Arbeitsrechtler (ehem. Bayer AG)
- Wilm Tegethoff, ehem. Vorstandssprecher der Berliner Kraft- und Licht (BEWAG)-AG
- Christiane Underberg, Unternehmerin (Underberg AG)
- Erich Erbprinz von Waldburg-Zeil, Unternehmer
- Werner Wenning, ehem. Aufsichtsrat der Bayer AG
- Wilhelm Werhahn, Verwaltungsrat Wilh. Werhahn KG
- Norbert Wieselhuber, Mehrheitsgesellschafter und Vorsitzender der Geschäftsführung der Dr. Wieselhuber & Partner GmbH Unternehmensberatung

## Weblink
- Internetpräsenz des Bundes Katholischer Unternehmer (BKU)